# Deflexilodes norvegicus
Deflexilodes norvegicus är en kräftdjursart som först beskrevs av Boeck 1861.  Deflexilodes norvegicus ingår i släktet Deflexilodes och familjen Oedicerotidae. Inga underarter finns listade i Catalogue of Life.